# Экономика Тверской области
Экономика Тверской области — 43-я экономика среди субъектов Российской Федерации по объёму валового регионального продукта (2008 г.). Объём валового регионального продукта Тверской области в 2008 году составил 197 млрд рублей.
Экономика Тверской области является в достаточной степени диверсифицированной; в регионе нет явно выраженного «локомотива экономики» (доминирующего предприятия, отрасли либо производственного кластера), при этим по объёмам производства лидирующее положение в промышленности области занимает машиностроение.

## История
Валовой региональный продукт Тверской области за 2007 год составил 158,8 млрд рублей (43-е место по России).

## Промышленность

### Машиностроение и металлообработка
Лидирующая отрасль в промышленности — машиностроение и металлообработка (которая, в свою очередь, распадается на подотрасли — автомобильную, вагоностроительную, оборонную, подъёмно-транспортную, сельскохозяйственную, станкостроительную, строительно-дорожную, электротехническую). Значимые предприятия отрасли — Тверской вагоностроительный завод, Тверской экскаватор, Центросвар (г. Тверь), Кимрский станкостроительный завод, Савёловский машиностроительный завод, «Савма» (г. Кимры), Торжокский вагоностроительный завод, Пожтехника (г. Торжок), Автоспецоборудование (г. Бежецк), Бологовский арматурный завод, Вышневолоцкий машиностроительный завод, Завидовский экспериментально-механический завод, Нелидовские гидропресса, Ржевский краностроительный завод. Три крупнейшие предприятия отрасли — Тверской вагоностроительный завод, Тверской экскаватор, Пожтехника (г. Торжок), которые в совокупности (по данным на 2003 год) дали 44 процента выпуска отрасли. Тверской и Торжокский вагоностроительные заводы получают заказы от РЖД, а Пожтехника — от МЧС России. Машиностроительная продукция предприятий области поставляется не только на российский рынок, но и на экспорт.

### Пищевая промышленность
Пищевая промышленность в области (а также взаимосвязанная с ней мукомольно-крупяная промышленность) находится в сравнительно благополучном состоянии и имеет положительную динамику, а её вклад в ВРП области оценивается в 12 процентов. Из подотраслей наиболее развиты хлебопекарная, маслодельная и молочная, мясная, а также ликёро-водочная и пивная промышленность. Наиболее значительные предприятия пищевой промышленности сосредоточены в Твери и Калининском районе (Волжский пекарь, Тверьмолоко, Верхневолжская птицефабрика, Брау-Сервис, Афанасий-пиво, ХэппиЛэнд); крупным производителем мяса цыплят-бройлеров является Ржевская птицефабрика в пос. Есинка, Ржевского района, некоторые предприятия пищевой промышленности расположены в Вышнем Волочке и Вышневолоцком районе (Вышневолоцкий мясокомбинат), в Конаковском районе (ЗАО Дмитрогорское, птицефабрика Завидовская), в Весьегонске (маслосырзавод), в Старице (Старицкий сыр) и в других местах. Рынок сбыта пищевой промышленности включает не только конечных потребителей, но и предприятия общественного питания, туризма.

### Лёгкая промышленность
Лёгкая промышленность по данным на 2003 год составляет около 7 процентов в структуре производства. Основные составляющие отрасли — текстильное и кожевенное производство (суммарно — около 34 процентов отраслевого выпуска), наиболее значимая продукция — хлопчатобумажные ткани, обувь, изделия из кожи, трикотажные изделия. наиболее значимые предприятия отрасли — Тверской текстиль, Искож-Тверь, РусЛана (Тверь), Кимрский льнотрикотаж, Кимрская обувная фабрика, Завидовская тонкосуконная фабрика, Вышневолоцкий текстиль, Осташковский кожевенный завод.

### Лесная и целлюлозно-бумажная промышленность
Лесная (лесозаготовительная) деревообрабатывающая и целлюлозно-бумажная промышленность области представляет собой замкнутый технологический комплекс (от производства сырья до выпуска конечной продукции) и обладает высоким уровнем концентрации: в 2003 году 4 крупнейших предприятия выпускали 60,9 процентов отраслевой продукции региона.

### Химическая и нефтехимическая промышленность
Химическая и нефтехимическая промышленность занимает (по данным 2003 года) 4 — 5 процентов в структуре промышленности. Большинство значимых предприятий отрасли сконцентрированы в Твери (Камит, Химволокно, Тверской полиэфир, Тверской завод вискозных нитей, Полигран, Сибур-ПЭТФ, Тверьстеклопластик, Хиус), отдельные предприятия расположены в других местностях: Нелидовский завод пластмасс, Редкинский опытный завод, Торжокский завод полиграфических красок, «Пласт» (г. Удомля). Основная продукция: синтетические смолы и пластмассы, полимерные плёнки, листы термопластов, стеклопластики, химические волокна и нити, лаки и краски.

### Промышленность строительных материалов, стекольная и фарфорофаянсовая промышленность
Промышленность строительных материалов, а также стекольная и фарфорофаянсовая промышленность имеют показатели соответственно 3 процента и 2 процента от ВРП. Предприятия отрасли строительной промышленности в основном сосредоточены в Твери (Тверской завод ЖБИ-4, Тверской завод ячеистого бетона, Тверской комбинат строительных материалов-2, Тверской комбинат ЖБИ-2, Бетиз-ЖБИ); предприятие Изоплит расположено в Конаковском районе, а Комбинат строительных конструкций — в г. Ржеве. Основные значимые предприятия стекольной и фарфорофаянсовой промышленности сосредоточены в северо-западной части области и расположены в г. Бологое (Стеклозавод имени Луначарского), г. Вышнем Волочке (Красный Май, Стеклозавод им. 9 января), п. Спирово (НПК Спировский завод Индустрия) и п. Фирово (Востек, Стеклозавод «Труд»).

### Чёрная металлургия
Чёрная металлургия в Тверской области представлена одним предприятием — ЗАО Тверьвтормет, доля производства в общем выпуске промышленности (по данным на 2003 год) — 0,3 процента.

## Энергетика
По состоянию на середину 2021 года, на территории Тверской области эксплуатировались 8 электростанций общей мощностью 6797,6 МВт, в том числе одна атомная электростанция, две малые гидроэлектростанции и пять тепловых электростанций. В 2020 году они произвели 35 734 млн кВт·ч электроэнергии
Тверская область является крупным энергопроизводящим регионом. Объём выработки электроэнергии во много раз превышает потребности самой области: так, в 2006 году выработка составила более 31 млрд кВт.ч., что примерно в 6 раз превысило потребности области. В том же 2006 году суммарная выработка тепловой энергии составила около 10 млн Гкал.
На её территории расположены две крупные электростанции федерального уровня — Калининская АЭС в г. Удомля (установленная мощность 4000 МВт, входит в состав ОАО «Концерн Росэнергоатом») и Конаковская ГРЭС (установленная мощность 2400 МВт, подчиняется энергокомпании Энел Россия, а также четыре электростанции (Тверская ТЭЦ-1, Тверская ТЭЦ-3, Тверская ТЭЦ-4 и Вышневолоцкая ТЭЦ), несколько котельных и предприятие теплосетей, подчинённые ТГК-2. Большая часть вырабатываемой энергии поставляется на оптовый рынок электроэнергии.
Основное предприятие, обеспечивающее транспортировку электроэнергии в области и централизованное энергоснабжение территории — ОАО «Тверьэнерго». Протяженность электросетей «Тверьэнерго» составляет более 50 тысяч километров, при этом в ведении компании находятся около 11,5 тысячи трансформаторных подстанций. Износ основных средств Тверьэнерго составляет около 80 процентов. Реализацию электроэнергии потребителям осуществляет Тверская энергосбытовая компания, выделенная в 2004 году из Тверьэнерго и включённая в ОАО «МРСК Центра».